# تيم ويلكينسون
تيم ويلكينسون (بالإنجليزية: Tim Wilkinson)‏ هو لاعب غولف نيوزلندي، ولد في 26 يوليو 1978 في بالميرستون نورث في نيوزيلندا.

## وصلات خارجية
- الموقع الرسمي
- تيم ويلكنسون على موقع رابطة لاعبي الغولف المحترفين (الإنجليزية)
- تيم ويلكنسون على موقع التصنيف العالمي الرسمي للغولف (الإنجليزية)